# フィルタ回路
フィルタ回路（フィルタかいろ）とは、入力された電気信号に帯域制限をかけたり、特定の周波数成分を取り出すための電気回路（または電子回路）、つまりフィルタの役割をする電気回路のことを言う。濾波器（ろはき）ともいう。
信号処理全般におけるフィルタの解説はフィルタ (信号処理)を参照。

## 理論
フィルタは、入力と出力の関係を示す伝達関数によりその特性が示される。伝達関数が、ラプラス変換のsで現される有理関数（場合によってはsの平方根を含める場合もある）の場合をアナログフィルタ、z変換のzで現される有理関数の場合をデジタルフィルタという。
理論としては主に、与えられた帯域制限（若しくは通過）を実現する伝達関数の作成法、伝達関数が与えられたときの回路の実現性と構成法である（後者はフィルタを計算機で実現する場合には必要無い）。数学の複素関数論、および制御理論と密接な関係がある。

## 分類

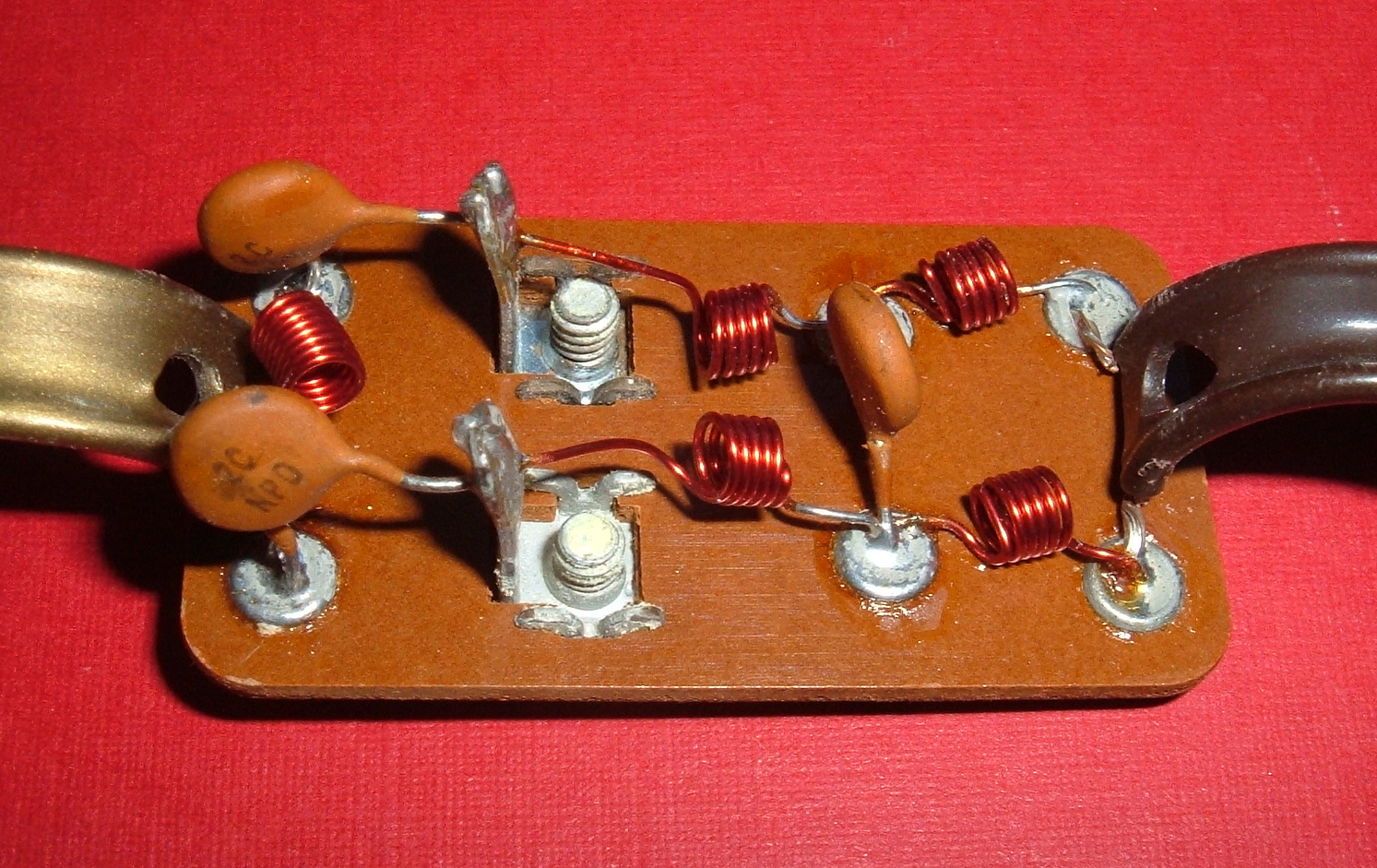
ハイパスフィルタ及びローパスフィルタから成るテレビ信号のスプリッター

### 回路構成による分類
フィルタ回路の構成は、受動素子か能動素子か、アナログかデジタルかで分類される。
- パッシブフィルタ
- アクティブフィルタ
  - デジタルフィルタ

また、インパルス応答が無限か有限かでも分類される。
- 無限インパルス応答（IIR）フィルタ
- 有限インパルス応答（FIR）フィルタ

構成回路素子としては、抵抗、コンデンサ、コイル、トランス、オペアンプ（場合によってはアナログスイッチ、分布定数回路）のいずれかである。広義では水晶振動子、メカニカルフィルタなどの素子も含む。また、論理回路を用いて構成するデジタルフィルタは、計算機で実現されることもあるが、スイッチドキャパシタ回路により順序回路を含まない電子回路でも実現することができる。

### 取り出す周波数による分類

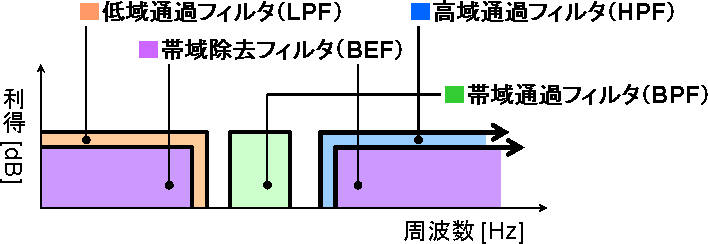
理想的なフィルタ回路の周波数特性（実際にはこのような周波数特性は実現不可）

フィルタの種類は、取り出す周波数により、以降のように分類される。

#### ハイパスフィルタ
高域通過濾波器 (High-pass filter, HPF) とも言う。電気信号の高い周波数成分を取り出すフィルタ回路。低い周波数成分が遮断される。
コンデンサと抵抗器を用いた回路によるフィルタがある。

コンデンサと抵抗器によるハイパスフィルタ

入力電圧を {\displaystyle V_{\rm {in}}} 、出力電圧を {\displaystyle V_{\rm {out}}} 、角周波数を {\displaystyle \omega (=2\pi f)} 、静電容量を {\displaystyle C}、抵抗を {\displaystyle R} とした場合、
電圧利得の周波数特性は
{\displaystyle {\frac {|V_{\rm {out}}|}{|V_{\rm {in}}|}}={\sqrt {\frac {(\omega CR)^{2}}{1+(\omega CR)^{2}}}}}
ただし、{\displaystyle 20\log _{10}{\frac {|V_{\rm {out}}|}{|V_{\rm {in}}|}}}[dB]として表すのが一般的である。
位相のずれの周波数特性は
{\displaystyle \theta ={\frac {\pi }{2}}-\tan ^{-1}(\omega CR)}
となる。なお、この場合、 {\displaystyle \theta } の単位は[rad]（ラジアン）である。

#### ローパスフィルタ
低域通過濾波器 (Low-pass filter, LPF) とも言う。電気信号の低い周波数成分を取り出すフィルタ回路。高い周波数成分は遮断される。
抵抗器とコンデンサを用いた回路によるフィルタがある。

コンデンサと抵抗器によるローパスフィルタ

入力電圧を {\displaystyle V_{\rm {in}}} 、出力電圧を {\displaystyle V_{\rm {out}}} 、角周波数を {\displaystyle \omega (=2\pi f)} 、静電容量を {\displaystyle C}、抵抗を {\displaystyle R} とした場合、
電圧利得の周波数特性は
{\displaystyle {\frac {|V_{\rm {out}}|}{|V_{\rm {in}}|}}={\frac {1}{\sqrt {1+(\omega CR)^{2}}}}}（f→大 ω→大 伝達関数→0 高周波を抑制する）
ただし、{\displaystyle 20\log _{10}{\frac {|V_{\rm {out}}|}{|V_{\rm {in}}|}}}[dB]として表すのが一般的である。
位相のずれの周波数特性は
{\displaystyle \theta =-\tan ^{-1}\left(\omega CR\right)}
となる。なお、この場合、{\displaystyle \theta } の単位は[rad]である。
その他、オペアンプを用いたローパスフィルタもある。

オペアンプによるローパスフィルタ

#### バンドパスフィルタ
帯域通過濾波器 (Band-pass filter, BPF) とも言う。電気信号の特定の周波数成分を取り出すフィルタ回路。

#### バンドエリミネーションフィルタ
ノッチフィルタ、帯域阻止濾波器 (Band-elimination filter, BEF) とも言う。電気信号の特定の周波数成分を減衰させるフィルタ回路。

#### オールパスフィルタ
全域通過濾波器 (All-pass filter, APF) とも言う。振幅特性はそのままで、位相特性のみを変化させるフィルタ回路。

#### 櫛形（くしがた）フィルタ

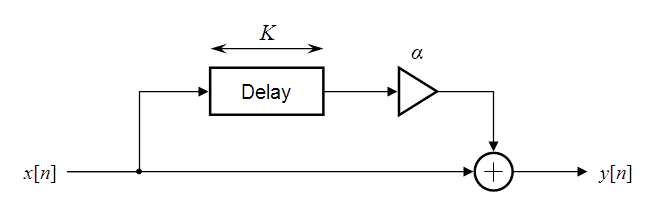
フィードフォワード型コムフィルタの構造

コムフィルタとも言う。名称は周波数特性図が髪を梳かす櫛に似ているというところに由来している。周期性のある信号に用いて、ある周波数間隔おきの成分を通過させるフィルタ回路で、代表的な使用例はコンポジット映像信号の輝度信号/色信号分離用である。

#### マルチバンド フィルタ
バンドパスフィルタが複数あるもの、ボコーダーのフォルマントを採るときに使われる。